# Interstate 435
Interstate 435 (I-435) är en väg i USA. Den är 130 km lång och utgör en ringled (eng. beltway) runt Kansas City i Missouri och Kansas City i Kansas. Vägen går genom både Kansas och Missouri, där största delen (80,5 km) ligger. Det är en av världens längsta ringleder.

## Delstater vägen går igenom
- Kansas
- Missouri